# Tewkesbury
Ne doit pas être confondu avec Stoneham-et-Tewkesbury.
Pour les autres significations, voir Tewkesbury (district).
Tewkesbury est une ville anglaise située dans le district de Tewkesbury et le comté du Gloucestershire. En 2011, elle comptait 10 704 habitants.

## Localisation
La ville, située à la confluence de l'Avon et de la Severn est dominée par la présence imposante d'une grande église abbatiale romane. Elle est desservie par l'autoroute M5 et les routes secondaires A38 et A438.

## Étymologie
Le toponymeTewkesbury proviendrait selon une tradition chrétienne d'un moine gyrovague anglo-saxon ou gallois, Theoc, qui aurait fondé là un ermitage au VIIe siècle, appelé Theocsbury[réf. nécessaire] en vieil anglais.

## Histoire
La ville abrite une abbaye datant du XIIe siècle, qui a été l'église paroissiale anglicane depuis la réforme protestante. La confluence des rivières et le pont stratégique sur l'Avon expliquent la présence sur son territoire d'une bataille sanglante le 4 mai 1471 lors de la guerre des Roses, nommée la bataille de Tewkesbury. Celle-ci est annuellement, au-delà du service religieux de commémoration le jour anniversaire, l'objet d'une fête-reconstitution estivale par le Tewkesbury Medieval Festival.
Lors de l'anarchie anglaise (1135-1153), au printemps 1140, Galéran IV de Meulan ravage la ville possession du comte de Gloucester, Robert.

## Culture
C'est aussi un endroit important dans le livre Les Haut-Conteurs se passant au XIIe siècle.